# Джеймс Брайди
Джеймс Брайди (англ. James Bridie), настоящее имя Осборн Генри Мейвор (Osborne Henry Mavor; 3 января 1888, Глазго — 29 января 1951, Эдинбург) — шотландский драматург, сценарист, либреттист
 и врач-терапевт.

## Биография
Сын инженера-электрика и промышленника. До 1913 года изучал медицину в Университете Глазго. Врач по профессии. Работал терапевтом, затем врачом-консультантом. Во время Первой мировой войны служил военным врачом во Франции и Месопотамии. После окончания войны принял участие в движении за создание национального шотландского театра.
Его первая пьеса «Солнечная соната» (опубликована под псевдонимом Мэри Мендерсон) была поставлена в 1928 году в Глазго труппой «Шотландских национальных актёров» (режиссёр Т. Гатри).
Известность Д. Брайди началась с пьес «Анатом» (1930) и «Товий и ангел» (1930). За ними последовали «Иона и кит» (1932), «Спящий священник» (1933), «Чёрный глаз» (1935), «Буря в стакане воды» (1936), «Сусанна и старцы» (1937), «Король страны Нигде» (1938), «Что они говорят?» (1939), «Господин Болфри» (1943), «Странная легенда о Шульце» (экранизирована, 1949).
Большинство пьес Д. Брайди — комедии и драмы на библейские или фантастические сюжеты — посвящены, преимущественно, морально-этическим проблемам, обличению буржуазной цивилизации и лицемерной морали. Остроумный диалог сближал его с Б. Шоу, которому Д. Брайди, однако, уступает в остроте социальной критики.
Положительная программа Д. Брайди ограничивается утверждением гуманистических принципов в общей форме. Занимательные завязки пьес автора не получают развития в ходе действия, сосредоточивающегося на дискуссиях и словесных поединках персонажей. При некоторой идейной ограниченности писателя, его драматургия представляет собой значительное явление в зарождающейся самобытной национальной драме Шотландии.
Д. Брайди изменил шотландский театральный уклад путём создания в 1950 году колледжа драмы, предтечи Королевской шотландской академии музыки и драмы.
Его внук, Рональд Бинго Мейвор, был главой Шотландского совета искусств, с 1960-х годов работал театральным критиком в «The Scotsman». Праправнучка — актриса Фре́йя Ме́йвор.
Умер от инсульта.